# Gjest Baardsen – en norsk Lasse-Maja
Gjest Baardsen – en norsk Lasse-Maja (originaltitel: Gjest Baardsen) är en norsk långfilm från 1939 i regi av Tancred Ibsen. Manuset skrevs av Ibsen själv efter Gjest Baardsens självbiografi Levnetsløb. I huvudrollerna syns Alfred Maurstad, Vibeke Falk och Joachim Holst-Jensen.
Filmen var en av 1930-talets största framgångar inom norsk film, och Adolf Kristoffer Nielsens melodi Fjellsangen från filmen blev mycket populär.

## Handling
Gjest Baardsen (Alfred Maurstad) var en legendarisk tjuv på 1800-talet, ett slags Robin Hood-figur, och filmen berättar om hans liv. Efter att han räddar flickan Anna Reincke (Vibeke Falk) först från att gifta sig med en gammal gubbe, och senare från en anklagelse för stöld, rymmer de och lever som laglösa i bergen. De blir kära, och Gjest beslutar sig för att ta sitt fängelsestraff för att senare kunna leva i frihet tillsammans med Anna.

## Rollista
- Alfred Maurstad – Gjest Baardsen
- Vibeke Falk – Anna Reincke
- Joachim Holst-Jensen – Mons Peder Michelsen, arrestforvarer
- Lauritz Falk – Betjent
- Jens Holstad – Betjent
- Karl Bergmann – Reincke, tollbetjent
- Sophus Dahl – Länsman
- Lars Tvinde – Länsman
- Sigurd Magnussøn – Lensmann
- Henny Skjønberg – Karen
- Henrik Børseth – En bonde
- Edvard Drabløs – En fiskare
- Martin Linge – En fiskare
- Einar Tveito – Mathias Strandvik
- Ole Leikvang – En bonde